# إريكا هاسي
إريكا هاسي (بالألمانية: Erika Haase)‏ هي عازفة بيانو ألمانية، ولدت في 23 مارس 1935 في دارمشتات في ألمانيا، وتوفيت في 1 مايو 2013 في فرانكفورت في ألمانيا.